# Samuel W. Parker
Samuel Wilson Parker (* 9. September 1805 bei Watertown, Jefferson County, New York; † 1. Februar 1859 bei Sackets Harbor, New York) war ein US-amerikanischer Politiker. Zwischen 1851 und 1855 vertrat er den Bundesstaat Indiana im US-Repräsentantenhaus.

## Werdegang
Nach einer guten Grundschulausbildung studierte Samuel Parker bis 1828 an der Miami University in Oxford (Ohio). Nach einem anschließenden Jurastudium und seiner im Jahr 1831 erfolgten Zulassung als Rechtsanwalt begann er in Connersville (Indiana) in diesem Beruf zu arbeiten. Zwischen 1836 und 1838 war er Staatsanwalt im Fayette County.
Politisch war Parker Mitglied der Whig Party. In den Jahren 1839 und 1843 saß er als Abgeordneter im Repräsentantenhaus von Indiana. Dazwischen war er von 1841 bis 1843 Mitglied des Staatssenats. Bei den Kongresswahlen des Jahres 1850 wurde er im vierten Wahlbezirk von Indiana in das US-Repräsentantenhaus in Washington, D.C. gewählt, wo er am 4. März 1851 die Nachfolge von George Washington Julian antrat. Nach einer Wiederwahl konnte er bis zum 3. März 1855 zwei Legislaturperioden im Kongress absolvieren. Diese waren von den Ereignissen und Diskussionen im Vorfeld des  Bürgerkrieges bestimmt. Seit 1853 vertrat er als Nachfolger von Thomas A. Hendricks den fünften Distrikt seines Staates. 
Im Jahr 1854 verzichtete Samuel Parker auf eine weitere Kandidatur. Er starb am 1. Februar 1859 nahe Sackets Harbor und wurde in Connersville beigesetzt.